# Nora (Nebraska)
Nora é uma vila localizada no estado americano de Nebraska, no Condado de Nuckolls.

## Demografia
Segundo o censo americano de 2000, a sua população era de 20 habitantes.
Em 2006, foi estimada uma população de 19, um decréscimo de 1 (-5.0%).

## Geografia
De acordo com o United States Census Bureau, a localidade tem uma área de 1,0 km², sem área coberta por água.

## Localidades na vizinhança
O diagrama seguinte representa as localidades num raio de 20 km ao redor de Nora.